# SN 2007oa
SN 2007oa – supernowa typu Ia odkryta 9 października 2007 roku w galaktyce A221351-0055. W momencie odkrycia miała maksymalną jasność 21,80m.